# إنجيل برثولماوس
إنجيل برثولماوس أحد أناجيل أبوكريفا العهد الجديد ذكره جيروم وغيره.